# Pleasant Valley Township (Illinois)
Die Pleasant Valley Township ist eine von 23 Townships im Jo Daviess County im Nordwesten des US-amerikanischen Bundesstaates Illinois.

## Geografie
Die Pleasant Valley Township liegt im Nordwesten von Illinois. Die Grenze zu Iowa, die vom Mississippi gebildet wird, befindet sich rund 20 km westlich; die Grenze zu Wisconsin liegt rund 30 nördlich.
Die Pleasant Valley Township liegt im Süden des Jo Daviess County auf 42°14′35″ nördlicher Breite und 90°02′18″ westlicher Länge und erstreckt sich über 95,03 km². Innerhalb des Jo Daviess County grenzt die Pleasant Valley Township im Westen an die Derinda Township, im Nordwesten an die Woodbine Township, im Norden an die Stockton Township, im Nordosten an die Wards Grove Township und im Osten an die Berreman Township. Im Süden grenzt die Township an das Carroll County.

## Verkehr
Durch die gesamte Pleasant Valley Township verläuft in Nord-Süd-Richtung die Illinois State Route 78. Weitere Straßen sind County Roads und eine Reihe untergeordneter teils unbefestigter Straßen.
Die nächstgelegene Flugplätze sind der rund 85 km nordwestlich in Iowa gelegene Dubuque Regional Airport, der rund 85 km nordnordwestlich in Wisconsin gelegene Platteville Municipal Airport und der rund 35 km südlich in Illinois gelegene Tri-Township Airport bei Savanna. 

## Bevölkerung
Bei der Volkszählung im Jahr 2010 hatte die Township 273 Einwohner. Die gesamte Bevölkerung der Township lebt über das Gebiet verstreut und es existiert keine Siedlung.